# FNS27小時電視
FNS27小時電視（日語：FNS27時間テレビ，エフエヌエスにじゅうななじかんテレビ）是1997年之後FNS之日的通稱，也是一檔每年播出一次的大型長時間直播節目（2017年和2018年以錄播為主，2020年至2022年暫停播出）。節目標題模仿了日本電視台的《24小時電視 愛心救地球》。除了大分電視台之外，FNS各加盟台均播出該節目。
第一次FNS27小時電視在1997年7月26日至27日播出，由DOWN TOWN擔任綜合主持。富士電視台在這一年從新宿區河田町搬遷至港區台場。同時高知SunSun電視台及櫻桃電視台在這一年加盟FNS，令山形縣時隔5年再次播出FNS之日。但由於這一天有颱風直擊日本，節目內容被迫大幅變更。
2004年開始，FNS27小時電視多次舉辦馬拉松企劃。